# Residentur Ngaundere
Die Residentur Ngaundere war ein 1913 geschaffener Verwaltungsbezirk der deutschen Kolonie Kamerun.

## Geschichte und Politik
Nach der Einnahme der Fulbe-Residenz Ngaundere durch die deutsche Schutztruppe unter dem Kommando von Cramer von Clausbruch (1901) blieb das bisherige Lamidat zunächst unter direkter Militärverwaltung und dem Aufsichtsbereich der Station Joko unterstellt. 1903 wurde es der neu eingerichteten Residentur Adamaua angegliedert, blieb aber vorläufig auch als militärischer Stützpunkt erhalten, was vor allem der französischen Infiltration der Grenzregion geschuldet war. Bereits 1903/04 wurde die Bildung eines eigenen Residenturbezirks ins Auge gefasst, aus Mangel an erfahrenem Verwaltungspersonal aber zurückgestellt. Stattdessen wurde die Stadt Ngaundere mit einem der Residentur Adamaua zugehörigen Techniker als Leiter eines Nebenpostens besetzt.
Die Beziehungen zu den indigenen Eliten wurden durch einen zunehmenden Verfallsprozess der einheimischen Dynastie beeinflusst. Der von der Schutztruppe 1901 eingesetzte Ardo May starb im Sommer 1903 vermutlich an den Folgen eines Giftanschlags. Ihm folgte sein ältester Sohn Dalil, der schon ein Jahr später von den lokalen Notabeln gestürzt wurde.
Auf Betreiben des militärischen Befehlshabers Ussumaana Nakni wurde der Laamiido Maygara Iisa, ein Sohn des bei der Okkupation der Stadt getöteten Ardo Muhammado Abbo, inthronisiert. Ussumaana nahm in den folgenden Jahren einen erheblichen Einfluss auf die Politik, wurde aber wegen seiner Verwicklung in die mahdistische Widerstandsbewegung des Maalum Muhammado al-Wadawiiyu (Goni Wadai) am 5. Juni 1908 durch ein Fulbegericht zum Tod verurteilt.

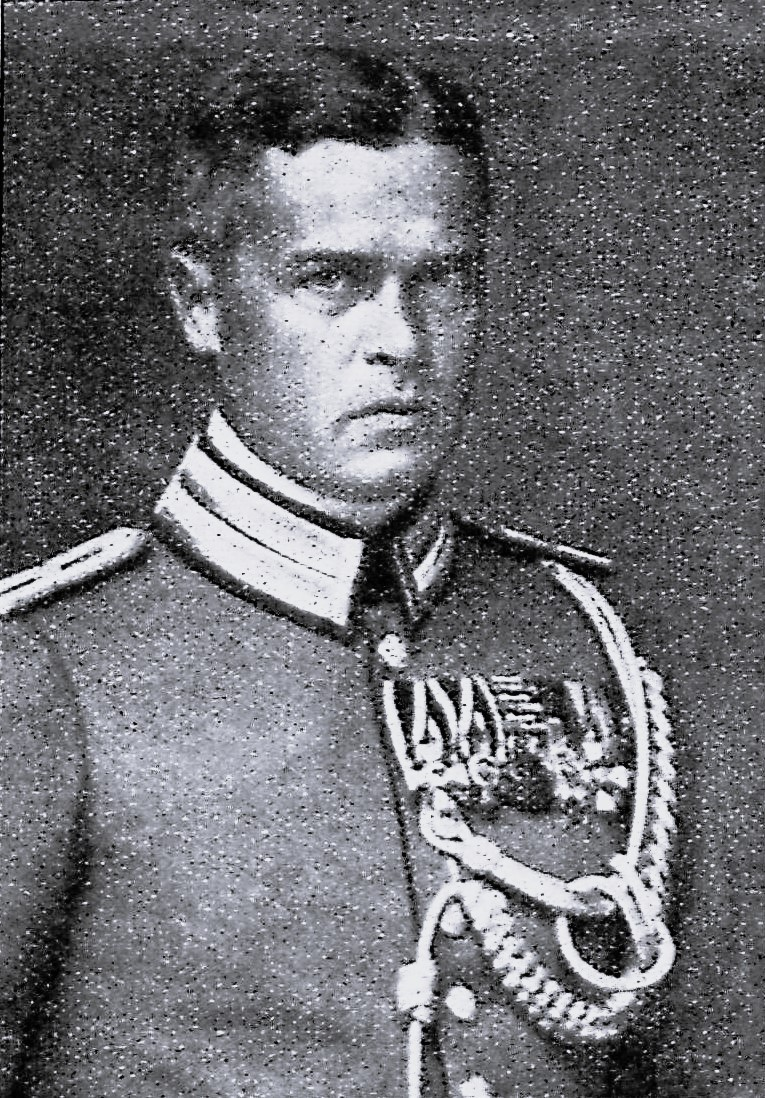
Willy Thiel

1909 setzte Kurt Strümpell als zuständiger Resident von Adamaua wieder die Einrichtung eines militärischen Postens unter der Leitung eines deutschen Offiziers durch. Erst im Zuge der Reorganisation der Verwaltung Nordkameruns unter Karl Ebermaier wurde das Lamidat von Ngaundere durch Gouvernementsverfügung vom 26. Januar 1913 von Adamaua getrennt und zur selbständigen Residentur erhoben. Die militärische Besetzung erfolgte durch die in Dschang freiwerdende 8. Kompanie der Schutztruppe, die bis März 1913 in mehreren Staffeln nach Ngaundere verlegt wurde. Die Geschäfte des Residenten übernahm am 1. Februar Hauptmann von Stephani. Bei Ausbruch des Ersten Weltkrieges stand die Residentur unter der Leitung des Hauptmanns und Kompanieführers Willy Thiel.
Noch 1913 wurde durch Otto von Proeck in Kongola (N 6° 5' 22,6"  O 14° 22' 34,8")  am oberen Sanaga (Lom), das an einer wichtigen Handelsroute im südöstlichen Teil des Bezirks lag, ein Residenturnebenposten eingerichtet.